# Ventura Monge
Ventura Monge Domínguez (Madrid, 22 de junio de 1914 - Comunidad de Madrid, 15 de mayo de 1937) fue un militar profesional español que participó en la guerra civil española.
Tras el comienzo de la guerra civil española, Monge se incorporó en julio de 1936 a la 66.ª Brigada Mixta y pasó a mandar desde los primeros momentos un batallón de milicias, participando en la defensa de Madrid. Posteriormente esta unidad se fusionaría con otros dos batallones e integraría la 66.ª Brigada Mixta, que pasó a mandar en sustitución de todos los otros capitanes, accidentalmente hasta la incorporación de un comandante en la dirección de la unidad.
A partir de 1937, la 66.ª Brigada Mixta formaba parte de la 16.ª División, Monge era un militante de ideología socialista, llegando a afiliarse a la UGT. Durante la guerra civil española tuvo un papel destacado en la organización y dirección de las milicias de izquierda, y posteriormente pasó a mandar distintas unidades del Ejército republicano, pero siempre en relación con la 66.ª Brigada Mixta. En menos de un año pasó de mandar de una compañía, a dirigir varios batallones en una brigada mixta. Fallecerá en su puesto tras luchar durante la contienda civil con el rango de capitán de infantería.

## Biografía

### Comienzos en el ejército real
Ventura Monge nació en Madrid en 1914. Siendo peón de campo de profesión en su Madrid natal, nunca trabajó realmente en el campo, salvo ayudando a su familia, dueños de una venta con tierras a las afueras de Madrid, pronto con la intercesión de su padre antiguo veterano de la guerra de Marruecos a los 11 años, es recomendado para ingresar en el ejército de España en 1925, donde ingresó de cadete y pronto llega a ser corneta, iniciando así su actividad militar bajo la dictablanda de José Primo de Rivera. Pronto se convirtió rápidamente en un buen estudiante en la escuela de suboficiales de Infantería en 1926., saliendo con provecho con rango de sargento en la fase final de la dictadura de Primo de Rivera.
Durante su periodo formativo formó parte de una brigada de Infantería, siendo muy apreciado por su experiencia y su juventud, de donde saldrá hecho un auténtico oficial..."Historia del Ejército Popular de la República.
Durante su período de formación como oficial de la primera región militar se especializa en la reorganización y prestación del servicio militar de las quintas.
Proclamada la República, por su condición física, montaba excelentemente en bicicleta, participando en concursos militares los que solía quedar bien posicionado y su dedicación para cursar estudios militares, en donde las asignaturas se basaban en disciplina operacional-táctica, deporte e instrucción y trabajo de cuartel, historia del arte militar y de la guerra, lenguas extranjeras y otras secciones de investigación científica, alcanza rápidamente el grado de Alférez y teniente. 

### La República
Con la llegada en 1931 de la Segunda República española, las fuerzas armadas se posicionan favorables al acontecimiento debido a la unidad de decisión que muestran las derechas como las izquierdas, todo el ejército jura la bandera y la nueva constitución, incluyendo las fuerzas en reserva. Las reformas en el ejército en los primeros años, son las que luego crearan un fuerte malestar gremial, llevan a que por la Ley Azaña se llegue al cierre de las academias militares, lo que le obliga a que como muchos otros, realice los estudios de oficial internamente durante la república.
A raíz de los primeros años y la promulgación de leyes revolucionarias se acrecienta un claro peligro de un golpe de Estado contra la joven República. Así con otros militares republicanos, se posiciona moralmente del lado del pueblo en la revolución de octubre de 1934, que fracasa debido a la decisiva y firme posición del Gobierno. Participó discretamente en la Revolución de 1934, donde fue ya oficial del ejército..
Tras ganar las elecciones de febrero de 1936 el Frente Popular, se aceleraron los planes golpistas de la derecha. Por lo que el gobierno realiza algunas reformas más en el ejército lo que provoca mayor malestar en el gremio. Tras el 18 de julio y obligado por las circunstancias, él como otros oficiales profesionales permanecen leales a sus jefes y al estado, constituyen el germen del futuro Ejército Popular formado por milicias encuadradas, instruidas, armadas y asesoradas por militares profesionales, primero voluntariamente y más tarde forzosamente. Aceptados sin remedio por comunistas como Juan Modesto o el propio Enrique Líster, debido a sus orígenes, falsamente considerado de clase honrada, y su juventud, le toca sufrir el estar bajo sus órdenes, sin tener estos su preparación adecuada para estar al mando, ya que estos partían de una concepción netamente antimilitarista..

### Guerra civil española
En la fase inicial de la guerra civil española, Monge tuvo un papel muy destacado en la organización de las milicias republicanas, algunos de sus milicianos fueron a parar al Quinto Regimiento en Madrid. El 20 de julio de 1936 asumió la jefatura de uno de los batallones que combatirán en la defensa de Madrid del mes de noviembre y que luego formaran la 66.ª Brigada Mixta.
Antes de finalizar el mes de julio de 1936 marchó a defender la Comunidad de Madrid, combates en la Sierra de Guadarrama, donde destacó por su liderazgo. Allí su experiencia técnica y capacidad organizativa fueron determinantes para su ascenso por méritos de guerra. Participó en posteriores combates en el Valle del Tajo, Toledo, o luego en la defensa de un sector o de la ciudad durante la batalla de Madrid, al mando de la una Brigada Mixta del EPR, (Ejército Popular de la República), y en el suroeste de Madrid. Tras la militarización de nuevas unidades de voluntarios y quintas reactivadas para la creación del Ejército Popular de la República, se convirtió en el primer comandante accidental de la 66.ª Brigada Mixta del Ejército Popular,, Durante el transcurso de la guerra alcanzaría la graduación de capitán de Milicias, máximo rango para los oficiales profesionales, pero que no mostraban la realidad de su oficio.
En 1937, tras atacar Lister a las fuerzas nacionales en la zona del Cerro de los Ángeles, reciben la contraofensiva en la batalla del Jarama, en donde una serie de fuerzas que formaran la división C, en la que se encontraba la 66.ª Brigada Mixta al mando generalizado de Enrique Líster que fue uno de los oficiales encargados de contener el empuje enemigo en el valle del Tajuña, que amenazaba con cortar Madrid de la zona republicana, se consiguió contener el avance en aquel sector. 
Adquirió  notoriedad al ser encargado de los taponamientos de las brechas que se formaban en la huida de unidades republicanas entre la lucha de los olivares por la caballería nacional, manteniendo siempre que podía las mismas posiciones encomendadas, convirtiéndose la suya en una selecta unidad republicana, encargada de soportar los peores combates, durante la operación de la batallas de Guadalajara, las Brigadas del frente se separaban en un batallón especializado en una posición, entrenado para operaciones de las líneas cercanas al frente y que ayudase en las operaciones de ruptura o defensa a ultranza para las que era requerido habitualmente. El avance de la batalla del Jarama, le permitió ocupar el monte Pingarrón y capturar al enemigo en la zona, fueron dirigidos por el mayor Joaquín Pérez Martín-Parapar. Posteriormente se cuestionó al jefe Enrique Líster (así como el de otro líder militar de la República, Juan Modesto) por buscar para si las posiciones más favorables en los frentes mientras se ponía en serias dificultades a otras unidades, como está y en especial las brigadas internacionales llegadas al frente sin ninguna experiencia, dando tiempo a las tropas sublevadas de reforzar sus defensas y rechazar exitosamente los ataques republicanos, como sucedió más tarde.
En el Ejército Popular el mando de grandes unidades no estaba limitado por el grado, de forma que un capitán podía hacerse cargo en un momento determinado del mando de una unidad de forma accidental; lo que se conoce cuando por antigüedad en una unidad por enfermedad, traslado o baja de su superior se tiene que hacer cargo de la misma hasta ser organizada, así, en algunos momentos se encontró en el frente al mando de dos batallones en tareas de organización y tareas de fortificación de trincheras en la batalla del Jarama en donde el mal tiempo embarraba todo el campo de operaciones.
En 1937, la 66.ª Brigada Mixta se encontraba formada obligatoriamente por milicianos de la CNT, PCE y otras fuerzas sindicales afines a la república, todas ellas de ideología de izquierda, lo que provocaba algunas tiranteces y desobediencias en el frente, al ser de ideas distintas. Por los excepcionales servicios prestados en la defensa de Madrid, el teniente Monge fue ascendido a capitán y regresa del frente con otros mandos militares a la retaguardia en Loeches en donde son relevados y se reorganizan algunas de las unidades quebrantadas. Una vez allí y mientras está reorganizándose la 66.ª brigada mixta se desarrolla el ataque fascista sobre el valle del jarama, Morata de Tajuña y Arganda, pronto es nuevamente movilizada la unidad quedando de reserva a las órdenes supremas del general Miaja y de Vicente Rojo que se encargan del desarrollo de las operaciones. Al poco cuando descubren el peligro de esta operación sobre la capital, recordamos que el gobierno presidido por Juan Negrín, ya ha huido a Valencia, debido a que nadie confía de que la situación de Madrid se pueda mantener durante mucho tiempo y la derrota militar de la República la creían muchos como irreversible, por lo que ya es movilizada al frente a mediados de febrero. Se equivocaban todos contra todo pronóstico a corto plazo.
Ante la imposibilidad de reponer sus pérdidas militares, ni materiales ni humanas, y con la batalla diplomática perdida por la política franco-británica de apaciguamiento ante el nazismo y el fascismo, la República sufre la ofensiva mientras se pierde Málaga por parte del grueso del Ejército franquista junto a sus aliados italianos y alemanes, que esta vez se coordinan y aparecen en la batalla del Jarama los alemanes y por el Norte, Guadalajara, los italianos. El 5.º Cuerpo del Ejército Popular forma parte de la defensa, pero sin poder impedir la ruptura del frente los primeros días, esta unidad militar termina cubriendo la retirada del grueso de las fuerzas y la población civil de los campos hacia retaguardia. Tras ataques de uno y otro bando y los cambios de algunas posiciones sobre todo la colina del suicidio y el Monte Pingrarrón que cambian continuamente de bando, ambos bandos acaban fortificándose y el frente se estabiliza momentáneamente a finales de febrero.

### Final de un joven oficial
En mayo del mismo año y tras sufrir las nuevas embestidas en la lucha por el cerco de la capital, fallece con sus fuerzas de choque, resistiendo con éxito durante más de dos meses pese al desgaste y el peso de los ataques franquistas en aquel frente, sin apenas relevo y manteniendo su trinchera en primera línea tratando de que abandonen la idea de llegar a pasar el río Jarama a la altura del puente de Arganda. Finalmente tras sufrir graves pérdidas humanas y de material, las tropas nacionales desisten de mantener fuertes ataques en la zona y mantienen la posición, así como inician parlamentos para intercambiarse productos en el mismo campo de batalla.
Finalmente, Ventura Monge murió en los campos de Morata en uno de los últimos coletazos de la lucha por Madrid, el 15 de mayo de 1937, en los días en que la lucha por la conquista por Madrid ya había terminado, al desistir los nacionales por sufrir un fuerte desgaste de tropas y materiales, al no ser auxiliado por las fuerzas acorazadas de la república, ni por la escasa aviación. No pudo acudir a la boda de su hermana unos meses después, a la que estaba invitado como padrino, junto a su cuñado Santiago Cerezo Martínez, por entonces aún cabo de la Guardia Nacional Republicana y que al poco tiempo alcanzaba el grado de oficial. En 1943 falleció de pena su madre Eugenia, obsesionada y torturada al no aceptar la pérdida de su amado hijo mayor, así como la desaparición en postguerra de sus dos nietos que llevaban su mismo nombre, nacidos en 1938 y 1941, su drama personal acabó con ella y sus esperanzas.